# Greenwood (Tulsa)
Greenwood est un quartier de la ville de Tulsa dans l'Oklahoma (USA). 
Surnommé « Black Wall Street », il accueillait une communauté afro-américaine prospère au début du XXe siècle. Son essor fut arrêté par les émeutes raciales de 1921. Ces dernières firent entre 50 et 500 morts, des milliers de blessés et des destructions importantes. 